# Isola Komsomolec
L'isola Komsomolec (in russo: "остров Комсомолец") è l'isola più settentrionale dell'arcipelago della Severnaja Zemlja nella zona russa dell'oceano Artico, e la terza maggiore isola del gruppo. È anche la 82ª maggiore isola della Terra.

## Geografia
Il punto più a nord dell'isola viene chiamato capo Artico. Questo capo è stato usato spesso come punto di partenza per molte spedizioni artiche.
L'area di quest'isola è stata stimata a 9.006 km². La massima elevazione raggiunge i 780 m. Circa il 65% dell'isola è coperta da ghiacciai. L'isola Komsomolec possiede la maggiore banchisa ghiacciata della Russia, nota come "Banchisa dell'Accademia delle Scienze Russa"..
Il suolo dell'isola è composto principalmente da limo sciolto e sabbia, un deserto di tundra con muschi e licheni.

## Storia
L'isola è stata esplorata per la prima volta e battezzata dalla spedizione di Georgij Ušakov e Nikolaj Urvancev del 1930 - 32. Mantenendo lo schema di denominare le isole in base agli eventi e ai movimenti della Rivoluzione russa, quest'isola è stata battezzata in onore dei membri dei Komsomol, l'Unione giovanile comunista.

### Richiesta del cambiamento del nome
Attualmente è in corso una richiesta formale per rinominare quest'isola come "Svyataya Mariya" (Santa Maria) in ricordo di Marija Nikolaevna Romanova. La richiesta richiede anche il cambio delle isole circostanti, con i nomi dei membri della famiglia Romanov uccisi il 17 luglio 1918.

## Isole adiacenti
Le seguenti isole sono vicine alla costa di Komsomolec; a partire da nord, verso est in senso orario:
- Isola L’dinka (остров Льдинка)
- Isola Lopastnoj (остров Лопастной)
- Isola Razdel’nyj (остров Раздельный)
- Isola Ozërnyj (остров Озёрный)
- Isola Glinistyj (остров Глинистый)
- Isole Moristye (острова Мористые), 2 isole
- Isola Mačtovyj (остров Мачтовый)
- Isola Stereguščij (остров Стерегущий)
- Isole Diabazovye (островa Диабазовые), 2isole
- Isole Nezametnye (острова Незаметные)
- Isole Izvestnjakovye (островa Известняковые), 3 isole
- Isola Bujan (остров Буян)
- Isola Linejnyj (остров Линейный)
- Isola Slityj (остров Слитый)
- Isola Surovyj (остров Суровый)
- Isola Šar (остров Шар)
- Isole di Dem'jan Bednyj (Острова Демьяна Бедного, ostrova Dem'jana Bednogo), 8 isole
- Isola Lagernyj (остров Лагерный)
- Isole Morennye (острова Моренные)

## Galleria d'immagini

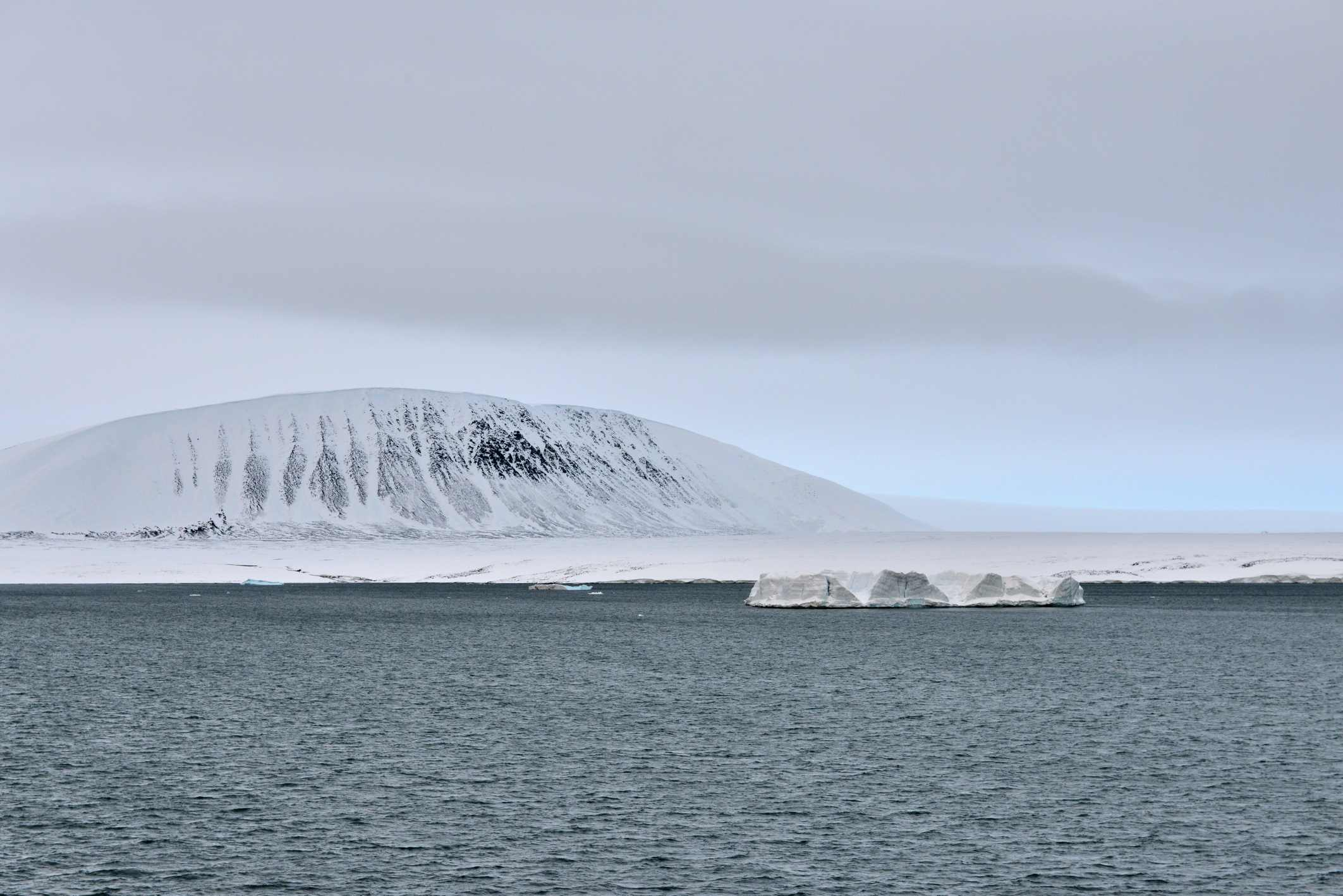
La baia di Krenkel
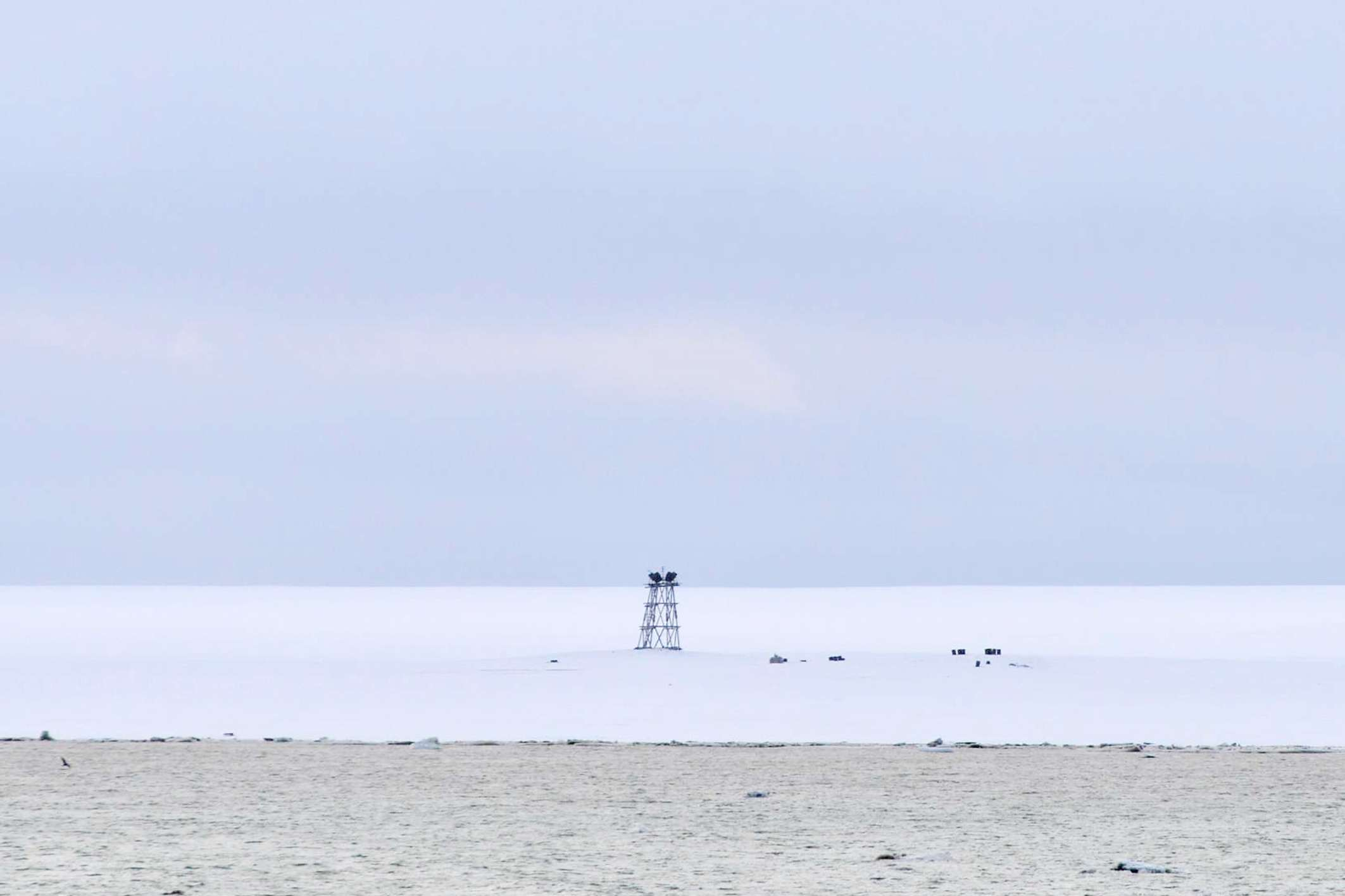
La stazione polare abbandonata di Izluchina
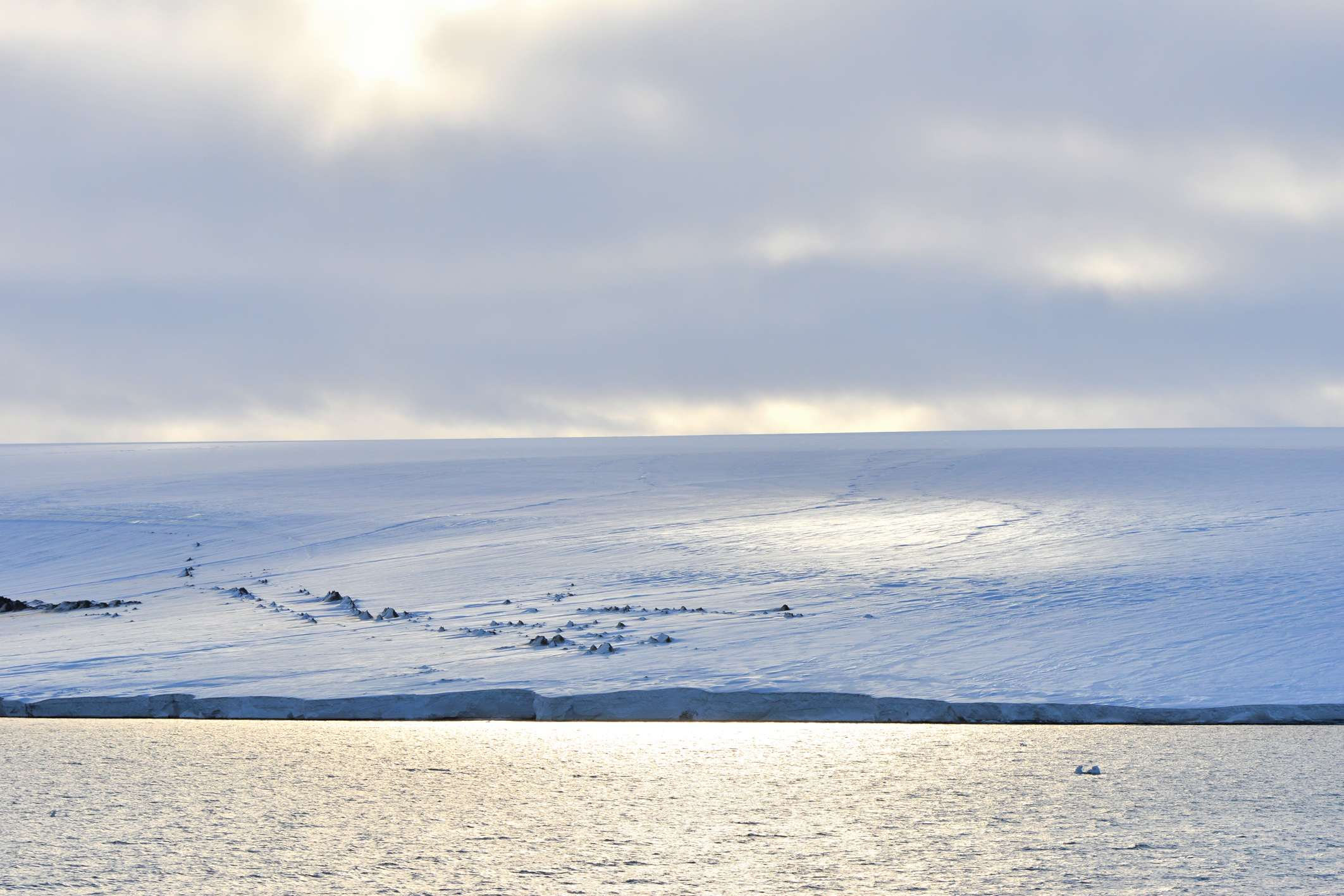
La baia di Zhurawljow
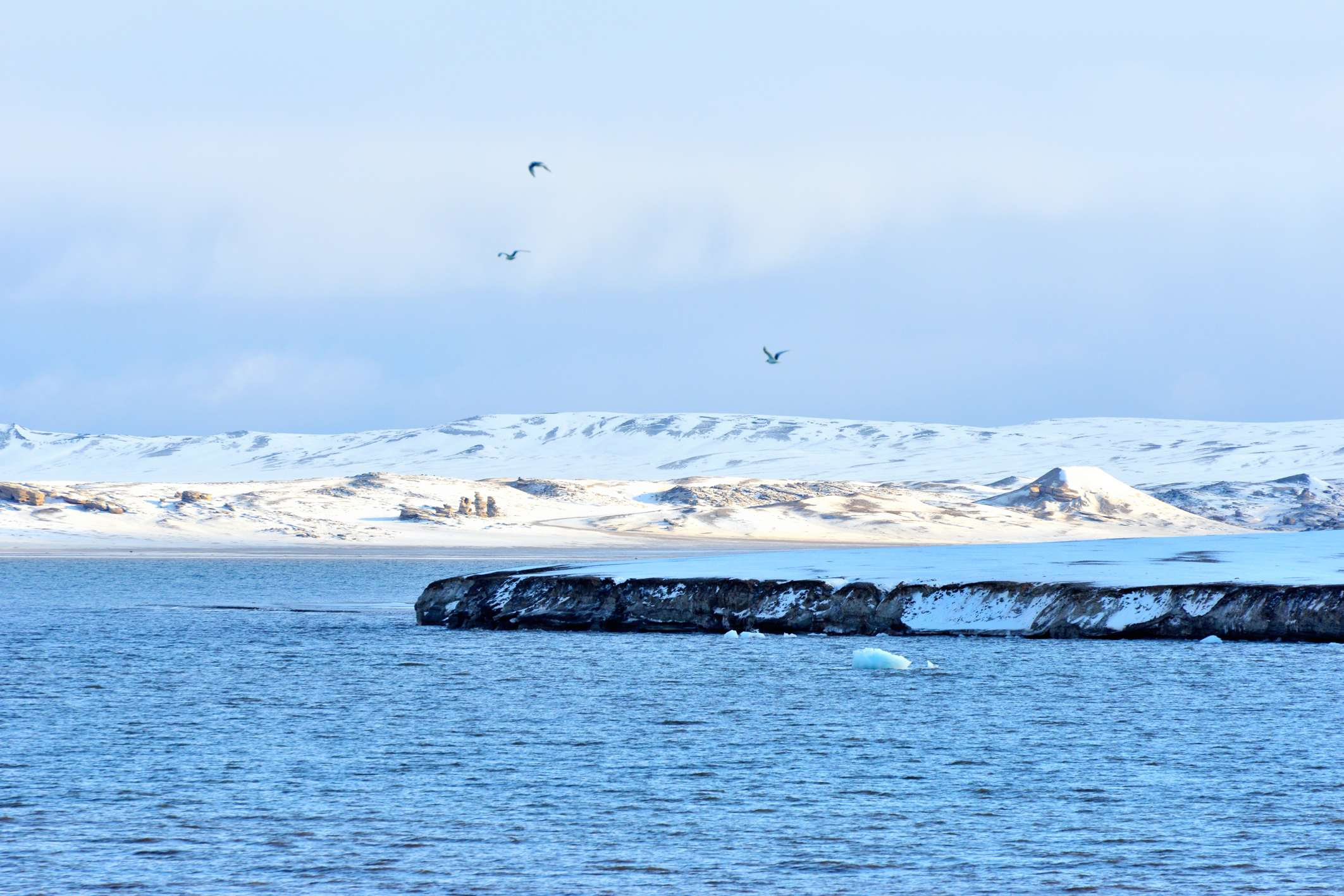
La baia di Zhurawljow